# 29 de maig
El 29 de maig és el cent quaranta-novè dia de l'any del calendari gregorià i el cent cinquantè en els anys de traspàs. Queden 216 dies per a finalitzar l'any.

## Esdeveniments
Països Catalans
- 1914: Barcelona: obre l'Escola del Treball, creada per la Mancomunitat de Catalunya, avui Universitat Industrial.[1]
- 1993: El Drac Baluk Astharot és presentat durant la Festa Major de Ca n'Aurell.
- 2000: L'escriptor Josep Vallverdú guanya el XXXII Premi d'Honor de les Lletres Catalanes.
- 2006: Rafael Nadal bat a la pista central de Roland Garros, a París, el rècord de victòries consecutives en terra batuda de Guillermo Vilas, deixant-lo en 54 victòries.
- 2025: Vaga general al País Valencià per a exigir responsabilitats al govern del president Carlos Mazón per la gestió de la Gota freda de 2024.[2]

Resta del món
- 1453: Caiguda de Constantinoble en mans de les tropes otomanes i desaparició de l'Imperi Romà d'Orient.[3]
- 1724: Benet XIII és escollit nou Papa de l'Església Catòlica.
- 1913: El ballet d'Igor Stravinsky La consagració de la primavera s'estrena a París.
- 1953: L'explorador i alpinista neozelandès Edmund Hillary i el xerpa Tenzing Norgay són les primeres persones a aconseguir fer el cim de l'Everest.

## Naixements
Països Catalans
- 1860 - Camprodon, Ripollès: Isaac Albéniz i Pascual, compositor i pianista català.[4]
- 1903 - València: María Labrandero, escultora valenciana de l'avantguarda valenciana dels anys trenta (m. 1985).[5]
- 1917 - Barcelona: Antònia Fontanillas Borràs, militant anarcosindicalista i lluitadora antifranquista catalana, morta a l'exili (m. 2014).[6]
- 1919 - Barcelona: Simone Ortega, autora de diversos llibres de cuina entre els quals el popular 1080 recetas de cocina (m. 2008).[7]
- 1923 - Manacor (Mallorca): Jaume Vidal i Alcover, escriptor mallorquí autor d'una extensa obra poètica, narrativa, teatral i assagística (m. 1991).[8]
- 1929 - Barcelona: Maria Oleart i Font, Oleart de Bel, poetessa i narradora catalana.[9]
- 1934 - Barcelona, Barcelonès: Joan Granados i Duran, polític i dirigent esportiu català.[10]
- 1943 - Gandia: Merxe Banyuls, cantant, actriu i presentadora valenciana, que formà part del grup de folk Els Pavesos (m. 2018).[11]
- 1947 - València: Carme Gràcia Beneyto, historiadora de l'art especialitzada en els segles xix i xx, l'art valencià, l'art natura i l'ecoart.[12]
- 1953 - Alaquàs: Elvira García Campos, mestra i política socialista valenciana.[13]
- 1956 - Xerta, Baix Ebre: Carme Forcadell i Lluís, política catalana, 14a Presidenta del Parlament de Catalunya.[14]
- 1979 - València: Jéssica Albiach, periodista i política valenciana establerta a Catalunya.[15]

Resta del món
- 1421 - Peñafiel, Regne de Castella: Carles de Viana, príncep d'Aragó i infant de Navarra, príncep de Viana,i de Girona, duc de Gandia i rei titular de Navarra (m. 1461).[16]
- 1610 - Wołów, Silèsia: Maria Cunitz, astrònoma i matemàtica (m. 1664).[17]
- 1630 - Londres, Regne d'Anglaterra: Carles II d'Anglaterra i d'Escòcia, aristòcrata anglès, rei d'Anglaterra i Escòcia (m. 1685).[18]
- 1830 - Vroncourt-la-Côte, Alt Marne: Louise Michel, destacada anarquista francesa, una de les principals figures de la Comuna de París (m. 1905).[19]
- 1876 - París: Marguerite Hasselmans, pianista francesa (m. 1947).[20]
- 1892 - Sala Capriasca, Suïssa: Alfonsina Storni, poeta i escriptora argentina del Modernisme (m. 1938).[21]
- 1893 - Baiona: Marga d'Andurain, aventurera francesa, i presumpta criminal (m. 1948).[22]
- 1894 - Viena, Imperi Austrohongarès: Josef von Sternberg, director de cinema, guionista i muntador estatunidenc d'origen austríac.
- 1897 - Brno, Moràvia, República Txeca: Erich Wolfgang Korngold, compositor austríac (m. 1957).[23]
- 1903 - Londres, Anglaterra: Bob Hope, actor i còmic estatunidenc d'origen anglès.
- 1917 - Brookline, Estats Units: John Fitzgerald Kennedy, polític estatunidenc, 35è president dels Estats Units (m. 1963).[24]
- 1920 - Budapest, Hongria: John Harsanyi, economista hongarès (m. 2000).[25]
- 1921 - Debrecenː Margit Nagy-Sándor, gimnasta artística hongaresa, medallista olímpica als Jocs de Berlín i de Londres (m. 2001).[26]
- 1922 - Braïla, Romania: Iannis Xenakis, compositor francès d'origen grec (m. 2001).[27]
- 1923 - Loins-le-Saunier, Jura (França): Bernard Clavel, assagista i escriptor francès. Premi Goncourt de l'any 1968 (m. 2010).[28]
- 1929 - Newcastle upon Tyne, Anglaterra: Peter Higgs, físic anglès, Premi Nobel de Física de l'any 2013[29] (m. 2024).
- 1932 - Madrid: Elena Santonja, presentadora espanyola de televisió, pintora i actriu ocasional (m. 2016).[30]
- 1935 - Oviedo: Maribel Álvarez López-Vega, escriptora i locutora de ràdio.[31]
- 1946 - Bilbao, País Basc: Fernando Buesa Blanco, polític basc, militant primer de Democràcia Cristiana Basca i posteriorment del Partit Socialista d'Euskadi - Euskadiko Ezkerra.
- 1953 - Los Angeles, Estats Units: Danny Elfman, compositor de bandes sonores estatunidenc.
- 1956 - Gary, Estats Units: La Toya Jackson, cantant de soul i urban estatunidenca, germana de Michael Jackson.[32]
- 1958 - Topeka, Estats Units: Annette Bening, actriu estatunidenca.
- 1959 - Norfolk, Anglaterra: Rupert Everett, actor, productor i cantant anglès.
- 1961 - Leavenworth, Estats Units: Melissa Etheridge, cantant de rock i compositora estatunidenca.[33]
- 1962 - Nigèria: Bisi Silva (Olabisi Obafunke Silva), conservadora i especialista en art contemporani (m. 2019).[34]
- 1964 - Madrid, Espanya: Christina Rosenvinge, cantautora de pop-rock espanyola, integrant del grup Álex y Christina.
- 1965 - Madrid, Espanya: Emilio Sánchez Vicario, tennista espanyol.[35]
- 1967 - Manchester, Anglaterra: Noel Gallagher, músic, compositor i guitarrista anglès, integrant del grup Oasis.
- 1985 - Lomas de Zamora, Argentina: Candela López Tagliafico, política catalana d'origen argentí, alcaldessa de Castelldefels.[36]
- 1989 - Madrid, Espanya: Aura Garrido Sànchez, actriu espanyola.

## Necrològiques
Països Catalans
- 1311 - ciutat de Mallorca: Jaume II de Mallorca, dit el Bon Rei, que fou rei de Mallorca, comte de Rosselló i Cerdanya i senyor de Montpeller (n. 1243).[37]
- 1930 - Barcelona: Joaquima Santamaria i Ventura –Agna de Valldaura–, escriptora, folklorista i traductora catalana (n. 1853).[38]
- 1959 - Barcelona: Frank Marshall King, pianista i compositor català (n. 1883).[39]
- 1985 - 
  - Valènciaː María Labrandero, escultora valenciana de l'avantguarda valenciana dels anys trenta (n. 1903).[5]
  - Girona, Gironès: Ignasi Bosch i Reitg, arquitecte català.
- 2017 - Badalona: Maria Escrihuela i Giró, poetessa i locutora de ràdio badalonina (n. 1917).[40]
- 2023 - Barcelona: Lluís Llongueras Batlle, perruquer i artista polifacètic català (n. 1936).

Resta del món
- 931: Ximeno Garcés de Pamplona, rei de Navarra.[41]
- 1379, Santo Domingo de la Calzada, Castella: Enric II de Castella, aristòcrata castellà, rei de Castella i Lleó (n. 1333).[42]
- 1425, Pequín, Xina: Zhu Gaochi, quart emperador de la Dinastia Ming amb el nom de Hongxi (n. 1378).[43]
- 1453, Constantinoble, Imperi Romà d'Orient: Constantí XI Paleòleg, emperador romà d'Orient (n. 1403).[44]
- 1814, Rueil-Malmaison, França: Josefina de Beauharnais, aristòcrata francesa, emperadriu de França (n. 1763).[45]
- 1842, Haarlem ːHenriëtte Geertruida Knip, pintora neerlandesa especialitzada en pintura de bodegons de flors (n. 1783).[46]
- 1857, Ceuta: Agustina d'Aragó, heroica defensora de Saragossa contra els francesos durant la Guerra del Francès (n. 1786).[47]
- 1892, Sant Joan d'Acre, Imperi Otomà: Bahà'u'llàh, fundador de la fe bahà'í (n. 1817).[48]
- 1917, Estocolm, Suècia: Carl Yngve Sahlin, filòsof suec.
- 1927, Schaarbeek, Bèlgica: Georges Eekhoud, escriptor belga (n. 1854).[49]
- 1948, Beverly Hills, Califòrnia: May Whitty, actriu anglesa, eminentment de teatre (n. 1865).[50]
- 1957, Hollywood, Califòrnia, Estats Units: James Whale, director de cinema anglès.
- 1958, San Juan, Puerto Rico: Juan Ramón Jiménez, poeta i professor universitari espanyol, Premi Nobel de Literatura de 1956.[51]
- 1960, Sofia, Bulgària: Dimitrana Ivanova, reformista educativa, sufragista i activista dels drets de les dones (n. 1881).[52]
- 1970, Nova York, EUA: Eva Hesse, pintora i escultora estatunidenca d'origen alemany, pionera en l'ús d'alguns materials (n. 1936).[53]
- 1973, Kuala Lumpur, Malàisia: P. Ramlee, actor i cantant de Malàisia (n. 1929).[54]
- 1979, Santa Monica, Califòrnia: Mary Pickford, actriu canadenca.[55]
- 1981, Pequín, Xina: Soong Ching-ling, política xinesa (n. 1893)[56]
- 1982, París, França: Romy Schneider, actriu austríaca.
- 1994, Santiago de Xile, Xile: Erich Honecker, polític alemany, president de la República Democràtica Alemanya (n. 1912).[57]
- 1996, Santa Monica, EUA: Tamara Toumanova, ballarina i actriu estatunidenca d'origen rus (n. 1919).[58]
- 1997, Memphis, EUA: Jeff Buckley, cantautor i guitarrista de rock alternatiu, folk-rock i blues estatunidenc (n. 1966).[59]
- 2005, San Diego, EUA: Ángeles Alvariño, oceanògrafa i zoòloga gallega (n. 1916).[60]
- 2010, Venice, EUA: Dennis Hopper, actor i director estatunidenc.
- 2013, Milà: Franca Rame, actriu, dramaturga, activista i política italiana (n. 1929).[61]
- 2017, Ciutat de Panamà, Panamà: Manuel Antonio Noriega Moreno, polític panameny (n. 1934).[62]
- 2021, Tel-Aviv, Israelː Dani Karavan, artista plàstic i escultor israelià. Premi Nacional de Cultura l'any 2016 (n. 1930).[63]

## Festes i commemoracions
- Dia Internacional del Personal de Pau de les Nacions Unides.
- Ascensió de Bahà'u'llàh.

### Santoral
- Sants al Martirologi romà (2011):
  - Maximí de Trèveris, bisbe;
- Beats Guillem Arnau i companys màrtirs d'Avinhonet (Bernat de Roquefort, Garcia d'Aure, Estève de Sant Tibèri, Esteve de Narbona, Ramon de Carbonier, Ramon, Bernat Fortanier, Admer, Pere el Notari),
  - Teodora Fracasso, carmelita;
  - beata Gherardesca, vídua i monja camaldulesa;
  - William Scott i Richard Newport i Richard Thirkeld, màrtirs;
  - Joseph Gérard, prevere missioner.
- Sants Conó i Conell d'Icònium, màrtirs;
  - Màxim d'Emona, bisbe i màrtir;
  - Joan d'Atarés, Voto i Feliu de la Penya, eremites.
- beat Gil Dalmases, màrtir, venerat a l'Orde de la Mercè.
- venerable Francisco Sagarduy, laic.

- A l'Església Ortodoxa (segons el calendari julià) se celebren els corresponents a l'11 de juny del calendari gregorià. Corresponen al 16 de maig del calendari julià litúrgic:
  - Guiu, Modest i Crescència de Lucània;
  - Brandan de Conflert;
  - Màrtirs de Sant Sava el Santificat;
  - Nicolau de Metsov, màrtir; Cassià i Llorenç de Komel;
  - Alexandre de Jerusalem, arquebisbe;